# Girardinus falcatus
 Girardinus falcatus  és un peix de la família dels pecílids i de l'ordre dels ciprinodontiformes.

## Morfologia
Els mascles poden assolir els 3,7 cm de longitud total i les femelles els 8,5.

## Distribució geogràfica
Es troba a Cuba.